# Ida Wolden Bache

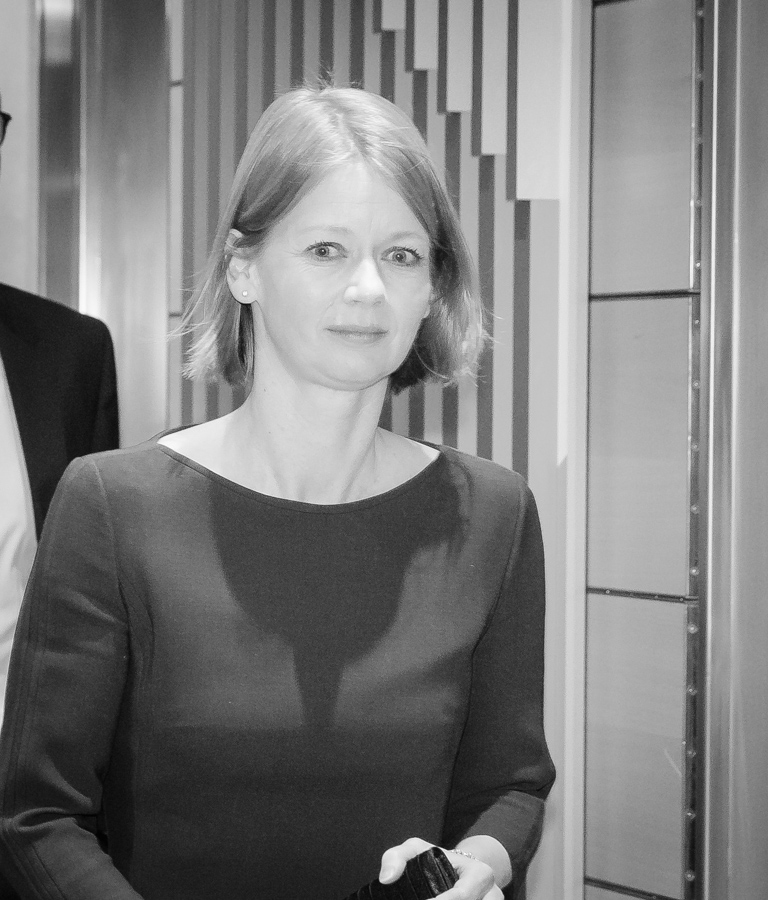
Ida Wolden Bache, 2018

Ida Wolden Bache (* 26. Februar 1973) ist eine norwegische Ökonomin, die 2020 Vizepräsidentin der norwegischen Zentralbank Norges Bank wurde. Im März 2022 übernahm sie kommissarisch den Posten der Zentralbankchefin, im April 2022 wurde sie schließlich für sechs Jahre zur neuen Präsidentin der Bank ernannt.

## Leben
Bache arbeitete von 1996 bis 1998 als wissenschaftliche Mitarbeiterin an der Wirtschaftsfakultät der Universität Oslo. Anschließend war sie bis 2000 bei der Norges Bank in der Forschungsabteilung tätig. Im Jahr 1999 beendete sie ihr Studium an der London School of Economics and Political Science mit einem Master of Economics. Bache arbeitete von 2000 bis 2009 in verschiedenen Positionen in der Forschungsabteilung sowie der geldpolitischen Abteilung der Norges Bank. Anschließend war sie bis 2010 stellvertretende Direktorin der geldpolitischen Abteilung. Im Jahr 2007 promovierte Bache an der Universität Oslo mit der Abhandlung Econometrics of Exchange Rate Pass-Through. In den Jahren 2008 bis 2010 war sie zudem in Teilzeit als Assistenzprofessorin an der Handelshøyskolen BI im Einsatz.
In der Zeit von 2010 bis 2013 arbeitete Bache für die Handelsbanken Capital Markets als leitende Ökonomin. Danach war sie bis 2015 zunächst stellvertretende und schließlich erste Direktorin der Abteilung für finanzielle Stabilität (Finansiell stabilitet, FST) bei der Norges Bank. Von 2016 bis 2020 fungierte sie als Direktorin der geldpolitischen Abteilung. Im März 2020 wurde sie für den Zeitraum von April 2020 bis März 2026 als Vizechefin der Norges Bank ernannt.
Gemeinsam mit Jens Stoltenberg galt sie im vom norwegischen Finanzministerium ausgeschriebenen Bewerbungsprozess als aussichtsreichste Kandidatin für den Posten als Zentralbankchefin. Am 4. Februar 2022 wurde schließlich Stoltenberg zum neuen Chef ernannt. Da dieser sein Amt aufgrund seiner Verpflichtungen bei der NATO zunächst erst ab Ende des Jahres 2022 ausüben sollte, wurde Bache zum 1. März 2022 kommissarische Chefin. Durch Stoltenbergs Verlängerung seiner Amtszeit als NATO-Generalsekretär gab dieser seinen Rückzug vom Posten als Zentralbankchef bekannt. Finanzminister Trygve Slagsvold Vedum erklärte daraufhin am 24. März 2022, dass Bache für sechs Jahre als Chefin ernannt werden solle. Am 1. April 2022 wurde sie schließlich formell für sechs Jahre ernannt. Bache ist die erste Frau an der Spitze der Norges Bank.